# Гърбец
Гърбец (до 29 юни 1942 г. Даутов връх) е разположен на Главното било в Северния дял на планината Пирин. Надморската му височина е 2597 метра. Изграден е от кристалинни шисти.
Гледан от запад, юг и изток върхът има куполовидна форма. Южните и източните му склонове са полегати и тревисти. Западно от Даутов връх има вдълбан безводен и обрасъл с клек каменист безимен циркус, четвъртият по ред от връх Пирин на изток. Склонове на върха към този циркус са скалисти и много стръмни. Северно от Даутов връх е вдълбан последният, пети по ред безимен циркус в тази част на планината. Североизточната стена на върха към циркуса е почти отвесна, с височина 300 м.
Обширна, обрасла с клек трудно проходима седловина свързва Даутов връх с разположения на 1400 метра западно по Главното било Безимен връх (2595 м). При Даутов връх билото приема южно направление и до Каменишки връх то е обширно, полегато и тревисто.
На 600 м югоизточно от Даутов връх в дълбока тревиста гънка е разположено красивото Даутово езеро. То е с непостоянен воден режим и обикновено пресъхва през есента.
Има много и различни легенди свързани с името на върха, но най-популярна е тази за чирака Мито загинал заради силният вятър, докато пренасял своята любима до върха по искане на баща и бея.
През 1942 година върха е преименуван на Гърбец, но това име не се налага.